# 84e méridien est
En géographie, le 84e méridien est est le méridien joignant les points de la surface de la Terre dont la longitude est égale à 84° est.

## Géographie

### Dimensions
Comme tous les autres méridiens, la longueur du 84e méridien correspond à une demi-circonférence terrestre, soit 20 003,932 km. Au niveau de l'équateur, il est distant du méridien de Greenwich de 9 351 km,.
Avec le 96e méridien ouest, il forme un grand cercle passant par les pôles géographiques terrestres.

### Régions traversées
En commençant par le pôle Nord et descendant vers le sud au pôle Sud, Le 84e méridien est passe à travers:
| Coordonnées          | Pays, territoire ou mer | Notes |
| -------------------- | ----------------------- | --- |
| 90° 00′ N, 84° 00′ E | Océan Arctique          | |
| 81° 08′ N, 84° 00′ E | Mer de Kara             | |
| 74° 01′ N, 84° 00′ E | Russie                  | Kraï de Krasnoïarsk — ostrov Rastorguyeva |
| 73° 59′ N, 84° 00′ E | Mer de Kara             | |
| 73° 41′ N, 84° 00′ E | Russie                  | Kraï de Krasnoïarsk Iamalie — à partir de 65° 46′ N, 84° 00′ E Khantys-Mansis — à partir de 62° 25′ N, 84° 00′ E Oblast de Tomsk — à partir de 60° 50′ N, 84° 00′ E Oblast de Novossibirsk — à partir de 56° 01′ N, 84° 00′ E Krai de l'Altai — à partir de 54° 07′ N, 84° 00′ E République de l'Altaï — à partir de 51° 09′ N, 84° 00′ E Krai de l'Altai — à partir de 51° 04′ N, 84° 00′ E |
| 50° 42′ N, 84° 00′ E | Kazakhstan              | Passe par le Lac Zaysan |
| 46° 59′ N, 84° 00′ E | Chine                   | Xinjiang Tibet — à partir de 35° 25′ N, 84° 00′ E |
| 29° 17′ N, 84° 00′ E | Népal                   | |
| 27° 27′ N, 84° 00′ E | Inde                    | Bihar Uttar Pradesh — à partir de 27° 06′ N, 84° 00′ E Bihar — à partir de 26° 32′ N, 84° 00′ E Uttar Pradesh — à partir de 26° 27′ N, 84° 00′ E Bihar - à partir de 25° 36′ N, 84° 00′ E Jharkhand — à partir de 24° 38′ N, 84° 00′ E Chhattisgarh — à partir de 23° 38′ N, 84° 00′ E Jharkhand — à partir de 23° 30′ N, 84° 00′ E Chhattisgarh — à partir de 23° 21′ N, 84° 00′ E Odisha — à partir de 22° 32′ N, 84° 00′ E Chhattisgarh — à partir de 22° 28′ N, 84° 00′ E Odisha — à partir de 22° 22′ N, 84° 00′ E Andhra Pradesh — à partir de 18° 48′ N, 84° 00′ E |
| 18° 14′ N, 84° 00′ E | Océan Indien            | |
| 60° 00′ S, 84° 00′ E | Océan Austral           | |
| 66° 26′ S, 84° 00′ E | Antarctique             | Territoire antarctique australien revendiqué par Australie |